# Jonathan Islas
Jonathan Christian Islas Porras (15 de noviembre de 1979 en México D.F.) es un actor mexicano.

## Trayectoria
Comenzó su carrera actoral desde muy joven en obras teatrales como Aladino y La Onda Vaselina en el Colegio Anglo Americano de la capital mexicana. Años más tarde participó como modelo en campañas publicitarias y hacia 2003 realizó sus estudios artísticos en el Centro de Formación Actoral de TV Azteca. Sus primeros trabajos en televisión fueron Sin permiso de tus padres y Agua y aceite.
Durante tres años actuó en varias producciones de TV Azteca tales como: Enamórate (2003) junto a Yahir y Martha Higareda, La heredera (2004), Soñarás (2004) y La vida es una canción (2004). Hacia 2005, su talento es avalado por la cadena Telemundo, donde incursionó en varios capítulos del unitario Decisiones (2006-2010), y su debut en telenovelas para esta cadena fue con Amores de mercado (2006), grabada en Colombia, al lado de Paola Rey y Michel Brown.
Ya radicado en Colombia, trabajó durante un tiempo en Padres e hijos (2007). 
En 2008 debutó en el cine con la película mexicana Deseo (2008) de Leopoldo Laborde. 
Para 2009 tuvo una breve aparición en la telenovela de Telemundo Más sabe el diablo, junto a Miguel Varoni y Gaby Espino. A finales de ese año realizó el papel de Ricardo Galeano en la telenovela Bella Calamidades (2010).
Su debut protagónico lo consiguió en la miniserie inspirada en hechos reales La diosa coronada (2010). Tuvo una aparición especial en la producción Ojo por ojo (2010) y Los herederos del Monte (2011) de Telemundo.
En 2011 se incorporó a la telenovela Flor salvaje. De 2012 a 2013, interpretó a Luciano Alvarado en la telenovela El rostro de la venganza. 
En 2014 interpretó a Cristóbal León en la telenovela La impostora.
En el 2018 interpretó a Tecolote en Señora Acero, quién fue asesinado por un agente del FBI.

## Filmografía

### Telenovelas
- Los 50 (2024)... Concursante[1]
- Un día para vivir (2023)... Gregorio[2]
- De brutas, nada (2023)... Instructor[3]
- La casa de los famosos (2023)... Concursante[4]
- La mujer del diablo (2022-2023)... Mateo Carvajal[5][6]
- Decisiones: unos ganan, otros pierden (2020)... Sergio[7]
- Manual para galanes (2020-2021)... José Luis[8][9]
- Encerrados (2020)...Kike[10]
- Señora Acero (2018)... El Tecolote
- La fan (2017)... Diego Castro Romero
- ¿Quién es quién? (2015)... Ignacio Echánove
- Celia (2015)... Mario Agüero
- La impostora (2014)... Cristóbal León Altamira
- El rostro de la venganza (2012)... Luciano Alvarado
- Flor salvaje (2011)... Abel Torres
- A corazón abierto (2011)...Mateo
- Los herederos Del Monte (2011)...Lucas del Monte
- Ojo por ojo (2010)...
- La diosa coronada (2010)...Kevin
- Bella Calamidades (2009)...Ricardo Galeano
- Más sabe el diablo (2009)... Arturo Ocampo
- Amores de mercado (2006)...David
- Top models (2005)...Emiliano
- La heredera (2004)...Emiliamo
- Soñarás (2004)...Martín
- Enamórate (2003)...El Gato
- Agua y aceite (2002)...

### Series
- Padres e hijos (2007)...Varios capítulos
- Decisiones (2006-2010)...Varios personajes
- La vida es una canción (2004)...Emiliano
- Decisiones extremas (2013)...Varios personajes